# La donna lupo
La donna lupo è un film del 1999 diretto da Aurelio Grimaldi.
La pellicola, di genere erotico, ha per protagonista Loredana Cannata.

## Trama
In Sicilia, di giorno Giulia lavora come assistente sociale, ma di notte abbandona le maschere tipiche del perbenismo borghese e si trasforma in una seduttrice estremamente disinibita, una donna lupo. Usando diverse identità, colleziona il maggior numero possibile di avventure sessuali, seducendo varie categorie di uomini: professionisti in viaggio di lavoro, studenti, ragazzotti in cerca di sesso facile.
Un giorno però conosce il giovane e ingenuo Valerio, che si innamora di lei e ne rimane talmente folgorato da corteggiarla insistentemente pur non sapendo nulla della sua vera identità, e inizia addirittura a fare dei sogni erotici su Giulia, come spogliarelli e scene sensuali. La donna lupo, colpita dall'interessamento del ragazzo, sembra avere dei ripensamenti sulle sue scelte di vita e i due si abbandonano alla passione.

## Produzione
Sulla famosa scena della fellatio, Loredana Cannata ha rivelato che le fu detto il giorno stesso in cui la girarono che sarebbe stata "non simulata". "Ebbi un attimo di panico, la troupe mi disse: 'la giriamo dopo mangiato, così stai più rilassata', ma non toccai cibo! Mi portavano mandarini sul set, tutti erano gentili, ma rimasi tesa fino al ciak!"  L'attrice ha aggiunto che quella non è stata la sola scena di sesso reale del film e che anche il cunnilingus che le pratica Pascal Persiano in una piscina non era simulato.
Arturo Paglia non se la sentiva di fare la scena della fellatio, così fu rimpiazzato da un attore porno.

## Accoglienza

### Critica
Il film ricevette recensioni generalmente negative dalla critica. 
Roberto Nepoti su La Repubblica lo definì un "film pornografico", giudicandolo "parecchio brutto".
Su Filmtv.it riassunse la pellicola così: "Ambizioni pasoliniane, perversità che ormai si comprano al supermercato fatte passare per trasgressioni estreme e una noia non imparentata con Moravia".
Morando Morandini scrisse "Grimaldi approda qui alla sua inevitabile spiaggia: un porno-film arty dove assembla spogliarelli hard, iniezioni di un sociologismo d'accatto, un pasolinismo di terza mano, lavaggi igienici di organi sessuali, acrobatici congressi carnali subacquei, una misoginia di fondo accanitamente negata a parole", aggiungendo però che esso è "a modo suo, un film d'autore".
Fabrizio Caleffi sul sito Mymovies.it fu più lapidario: "Le vere vittime [del film, ndr] sono gli spettatori".